# Andrés Orozco Batista
Andrés Orozco Batista (Santa Cruz de Tenerife, 24 de febrero de 1888 - Arafo, 11 de noviembre de 1961 ) fue un  abogado y político español.
Miembro del Partido Republicano Radical, fue concejal del Ayuntamiento de Santa Cruz de Tenerife desde 1913, accediendo a la alcaldía en 1922, cargo en el que permaneció hasta el golpe de Estado que al año siguiente protagonizó el general Miguel Primo de Rivera.
Con la proclamación de la II República, ocupó nuevamente la alcaldía hasta que fue elegido diputado a Cortes en las elecciones de 1931 por la circunscripción de Santa Cruz de Tenerife, escaño que volvería a ocupar tras las elecciones de 1933.
Fue ministro de Industria y Comercio en el gobierno que entre el 4 de octubre de 1934 y el 3 de abril de 1935 presidió Alejandro Lerroux, para pasar posteriormente a convertirse en el representante de España en el Tribunal Internacional de La Haya.
Al iniciarse la guerra civil española se alejó de la política para dedicarse a su actividad profesional.
| Predecesor: Vicente Iranzo Enguita | Ministro de Industria y Comercio 1934 - 1935 | Sucesor: Manuel Marraco Ramón |

- Datos: Q8199378